# میشائل گلوواتسکی
میشائل گلوواتسکی (به آلمانی: Michael Glowatzky) بازیکن فوتبال و مهاجم اهل آلمان شرقی بود که از سال ۱۹۸۴ میلادی عضو تیم ملی فوتبال آلمان شرقی بوده‌است. وی در ۹ بازی ملی حضور داشته و در بازی‌های ملی‌اش ۱ گل به ثمر رساند. میشائل گلوواتسکی آخرین بازی ملی خود را در سال ۱۹۸۶ میلادی انجام داد.